# Discografia di Bill Evans
La lista che segue è un elenco degli album registrati del pianista Bill Evans. Ha registrato più di 50 album dal 1956 al 1980. Molti di questi album hanno vinto il Grammy Award.

## Discografia

### Come leader
| Anno di registrazione | Album                                                     | Etichetta        |
| --------------------- | --------------------------------------------------------- | ---------------- |
| 1956                  | New Jazz Conceptions                                      | Riverside        |
| 1958                  | Everybody Digs Bill Evans                                 | Riverside        |
| 1959                  | On Green Dolphin Street                                   | Milestone        |
| 1959                  | The Ivory Hunters                                         | United Artists   |
| 1959                  | Portrait in Jazz                                          | Riverside        |
| 1961                  | Explorations                                              | Riverside        |
| 1961                  | Sunday at the Village Vanguard                            | Riverside        |
| 1961                  | Waltz for Debby                                           | Riverside        |
| 1962                  | Nirvana                                                   | Atlantic         |
| 1962                  | Undercurrent                                              | United Artists   |
| 1962                  | Moon Beams                                                | Riverside        |
| 1962                  | How My Heart Sings!                                       | Riverside        |
| 1962                  | Interplay                                                 | Riverside        |
| 1962                  | Empathy                                                   | Verve            |
| 1962                  | Loose Blues                                               | Milestone        |
| 1963                  | The Solo Sessions, Vol. 1                                 | Milestone        |
| 1963                  | The Solo Sessions, Vol. 2                                 | Milestone        |
| 1963                  | The Gary McFarland Orchestra                              | Verve            |
| 1963                  | Conversations With Myself                                 | Verve            |
| 1963                  | Plays the Theme from The V.I.P.s and Other Great Songs    | MGM              |
| 1963                  | Time Remembered                                           | Milestone        |
| 1963                  | At Shelly's Manne-Hole                                    | Riverside        |
| 1964                  | Trio '64                                                  | Verve            |
| 1964                  | Stan Getz & Bill Evans                                    | Verve            |
| 1964                  | Trio Live                                                 | Verve            |
| 1964                  | Waltz for Debby                                           | Philips          |
| 1965                  | Trio '65                                                  | Verve            |
| 1965                  | Bill Evans Trio with Symphony Orchestra                   | Verve            |
| 1966                  | Bill Evans at Town Hall                                   | Verve            |
| 1966                  | Intermodulation                                           | Verve            |
| 1966                  | A Simple Matter of Conviction                             | Verve            |
| 1967                  | Further Conversations with Myself                         | Verve            |
| 1967                  | California Here I Come                                    | Verve            |
| 1968                  | Bill Evans at the Montreux Jazz Festival                  | Verve            |
| 1968                  | Bill Evans Alone                                          | Verve            |
| 1968                  | Live at Art D'Lugoff's Top of the Gate                    | Resonance        |
| 1969                  | What's New                                                | Verve            |
| 1969                  | Autumn Leaves                                             | Lotus            |
| 1969                  | Jazzhouse                                                 | Milestone        |
| 1969                  | You're Gonna Hear From Me                                 | Milestone        |
| 1970                  | From Left to Right                                        | MGM              |
| 1969                  | Quiet Now                                                 | Charly           |
| 1970                  | Montreux II                                               | CTI              |
| 1971                  | The Bill Evans Album                                      | Columbia         |
| 1972                  | Living Time                                               | Columbia         |
| 1972                  | Momentum                                                  | Limetree Records |
| 1973                  | The Tokyo Concert                                         | Fantasy          |
| 1973-5                | Eloquence                                                 | Fantasy          |
| 1973                  | Half Moon Bay                                             | Milestone        |
| 1974                  | Since We Met                                              | Fantasy          |
| 1974                  | Re: Person I Knew                                         | Fantasy          |
| 1974                  | Symbiosis                                                 | MPS              |
| 1974                  | But Beautiful                                             | Milestone        |
| 1974                  | Blue in Green: The Concert in Canada                      | Milestone        |
| 1974                  | Intuition                                                 | Fantasy          |
| 1975                  | The Tony Bennett/Bill Evans Album                         | Fantasy          |
| 1975                  | Montreux III                                              | Fantasy          |
| 1975                  | Alone Again                                               | Fantasy          |
| 1976                  | Quintessence                                              | Fantasy          |
| 1976                  | Together Again                                            | Improv           |
| 1977                  | Crosscurrents                                             | Fantasy          |
| 1977                  | I Will Say Goodbye                                        | Fantasy          |
| 1977                  | You Must Believe in Spring                                | Warner Bros.     |
| 1978                  | Getting Sentimental                                       | Milestone        |
| 1978                  | New Conversations                                         | Warner Bros.     |
| 1979                  | Affinity                                                  | Warner Bros.     |
| 1979                  | Marian McPartland's Piano Jazz                            | Fantasy          |
| 1979                  | We Will Meet Again                                        | Warner Bros.     |
| 1979                  | Homecoming                                                | Milestone        |
| 1979                  | The Paris Concert: Edition One                            | Elektra Musician |
| 1979                  | The Paris Concert: Edition Two                            | Elektra Musician |
| 1980                  | Turn Out the Stars: The Final Village Vanguard Recordings | Nonesuch         |
| 1980                  | Letter to Evan                                            | Dreyfus          |
| 1980                  | Turn Out the Stars                                        | Dreyfus          |
| 1980                  | The Last Waltz: The Final Recordings                      | Milestone        |
| 1980                  | Consecration: The Final Recordings Part 2                 | Milestone        |

### Raccolte
| Year | Album                                           | Notes                                                                                                | Label        |
| ---- | ----------------------------------------------- | --- | ------------ |
| 1977 | The Second Trio                                 | | Milestone    |
| 1982 | The "Interplay" Sessions                        | | Milestone    |
| 1991 | The Complete Riverside Recordings               | 12-CD box set                                                                                        | Riverside    |
| 1995 | The Best of Verve                               | | Verve        |
| 1996 | The Complete Fantasy Recordings                 | 9-CD box set                                                                                         | Fantasy      |
| 1996 | The Secret Sessions                             | Recorded at the Village Vanguard 1966-1975 - 8-CD box set                                            | Milestone    |
| 1997 | The Complete Bill Evans on Verve                | 18-CD box set                                                                                        | Verve        |
| 1998 | Piano Player                                    | From various sessions with various musicians recorded 1956-1971 Includes 6 duos with Eddie Gomez (b) | Columbia     |
| 2001 | Bill Evans' Finest Hour                         | | Verve        |
| 2004 | The Best of Bill Evans                          | Various sessions and sources                                                                         | Riverside    |
| 2004 | Bill Evans for Lovers                           | Various sessions and sources                                                                         | Verve        |
| 2005 | The Complete Village Vanguard Recordings, 1961  | 3-CD box set                                                                                         | Riverside    |
| 2005 | We Will Meet Again - The Bill Evans Anthology   | 2-CD box set                                                                                         | Warner Bros. |
| 2009 | The Complete Tony Bennett/Bill Evans Recordings | 2-CD box set                                                                                         | Fantasy      |

### Come sideman
Con Jerry Wald
- Jerry Wald and his Orchestra (1953)
- Listen to the Music of Jerry Wald (1955)

Con Lucy Reed
- The Singing Reed (1955)

Con Dick Garcia
- A Message from Garcia (1955)

Con George Russell
- The Jazz Workshop (1956)
- Brandeis Jazz Festival (1957) con orchestra arrangiata e diretta da Russell & Gunther Schuller
- New York, N.Y. (1959)
- Jazz in the Space Age (1960)

Con Tony Scott
- The Touch of Tony Scott (1956)
- The Complete Tony Scott (1956)
- The Modern Art of Jazz (1957)
- Free Blown Jazz (1957)
- My Kind of Jazz (1957)
- A Day in New York con Paul Motian, Henry Grimes, Milt Hinton, Sahib Shihab, Jimmy Knepper, Clark Terry (1957)
- Golden Moments (1959)
- I'll Remember (1959)
- Sung Heroes con Paul Motian, Scott LaFaro (1959)
- Dedications con Paul Motian, Scott LaFaro, Juan Sastre, Shinichi Yuize (1959)

Con Don Elliot
- Tenderly: An Informal Session (1956-7)
- The Eddie Costa Trio, Mat Mathews and Don Elliot at Newport (1957)
- The Mello Sound of Don Elliot (1958)

Con Joe Puma
- Joe Puma Trio and Quartet (1957)

Con Charles Mingus
- East Coasting (1957)

Con Jimmy Knepper
- A Swinging Introduction to Jimmy Knepper (1957)

Con Sahib Shihab
- Jazz Sahib (1957)

Con Pepper Adams
- Roots (1957) dal Prestige All Stars with Idrees Sulieman Frank Rehak, Doug Watkins, e Louis Hayes
- The Soul of Jazz Percussion (1960) contiene 3 brani dal sestetto Donald Byrd-Pepper Adams Sextet con Evans, Paul Chambers, Philly Joe Jones, and Earl Zindars

Con Eddie Costa
- Guys and Dolls Like Vibes (1958)

Con Helen Merrill
- The Nearness of You (1958)

Con Hal McKusick
- Cross Section Saxes (1958)

Con Miles Davis
- 1958 Miles (1958)
- Kind of Blue (1959)

Con Michel Legrand
- Legrand Jazz (1958)

Con Cannonball Adderley
- Portrait of Cannonball (1958)
- Jump for Joy (1958)
- Know What I Mean? (1961)

Con Art Farmer
- Modern Art (United Artists, 1958)

Con Chet Baker
- Chet Baker Introduces Johnny Pace (1958)
- Chet (1959)
- Plays the Best of Lerner and Lowe (1959)

Con Bill Potts
- The Jazz Soul of Porgy and Bess (1959)

Con Lee Konitz
- Live at the Half Note (1959)
- Lee Konitz Meets Jimmy Giuffre (1959)
- You and Lee (1959)

Con Manny Albam/Teo Macero
- Something New, Something Blue (1959)

Con Warne Marsh
- The Art of Improvising (1959)

Con John Lewis
- Odds Against Tomorrow (1959)
- Jazz Abstractions (1960) with Gunther Schuller & Jim Hall

Con Frank Minion
- The Soft Land of Make Believe (1960)

Con Kai Winding
- The Great Kai & J. J. (1960) with J. J. Johnson
- The Incredible Kai Winding Trombones (1960)

Con Oliver Nelson
- The Blues and the Abstract Truth (Impulse!, 1961)

Con Mark Murphy
- Rah! (1961)

Con Dave Pike
- Pikes Peak (1961)

Con Tadd Dameron
- The Magic Touch (Riverside, 1961)

Con Benny Golson
- Pop + Jazz = Swing (Audio Fidelity, 1961) - pubblicato anche Just Jazz!